# Haplocosmia nepalensis
Espèce
Haplocosmia nepalensis est une espèce d'araignées mygalomorphes de la famille des Theraphosidae.

## Distribution
Cette espèce est endémique du Népal.

## Étymologie
Son nom d'espèce, composé de nepal et du suffixe latin -ensis, « qui vit dans, qui habite », lui a été donné en référence au lieu de sa découverte, le Népal.

## Publication originale
- Schmidt & von Wirth, 1996 : Haplocosmia nepalensis gen. et sp. n., die erste Vogelspinne aus Nepal (Araneida: Theraphosidae: Selenocosmiinae). Arthropoda, vol. 4, no 1, p. 12-15.